# Divieto di analogia
Il divieto di analogia è un principio giuridico del diritto penale italiano di rango costituzionale. Trova fondamento nel secondo comma dell'art. 25 della costituzione, nell'art. 1 del Codice penale e nell'art. 14 delle disposizioni sulla legge in generale (Preleggi).
Esso deriva dal più generale principio di tassatività, in particolare il divieto di analogia può essere inteso come "principio di tassatività delle norme incriminatrici".

## Profili costituzionali
Il legislatore costituzionale, prevedendo che nessuno può essere punito se non in forza di una legge che sia entrata in vigore prima del fatto commesso, ha voluto vincolare il legislatore ordinario impedendogli di disporre delle norme che consentono l'analogia delle norme incriminatrici.
Il legislatore ordinario pertanto non può introdurre nell'ordinamento norme che rendano facoltativa l'analogia o che la prevedano espressamente.

## I limiti
Il divieto di analogia, per espressa previsione normativa, è rivolto al giudice e all'interprete del diritto penale. Al giudice penale è fatto divieto di applicare pene a fatti non previsti dalla legge come reato e di applicare pene più severe rispetto a quelle previste.
Al giudice è vietato il ricorso alle norme che disciplinano un caso simile: la legge penale deve essere applicata solo alla fattispecie concreta che rientra nel precetto (praeceptum legis) della norma incriminatrice. Le norme eccezionali, che fanno eccezione alle regole generali o ad altre leggi, debbono rimanere tali e il Giudice non può applicarle in via analogica. 
Nella applicazione della norma il giudice non può spingersi al di là dell'interpretazione letterale del testo normativo. Il giudice che riconduce ad una norma un significato differente dal significato letterale, incorre nel divieto di analogia poiché con tale comportamento estende la norma al caso simile. Questo comportamento è vietato infatti il codice penale prevede che nessuno possa essere punito per un fatto che non sia espressamente previsto dalla legge come reato.

## Ilfavor rei
Tali limiti, rivolti al giudice, non si estendono alle norme che escludono o diminuiscono la responsabilità. In virtù del dovere di solidarietà sociale e della funzione della Repubblica di riconoscere i diritti di ciascuno (Cost. art.2), nella lettura dei comportamenti del consociato si presume la buona fede fino a prova del contrario.
Per il principio del favor rei, nel diritto penale deve applicarsi sempre la norma più favorevole all'imputato, e pertanto, in linea generale, quella branca giuridica esclude il ricorso all'analogia.
Nel medesimo senso va anche la disciplina della successione delle leggi penali nel tempo, che comporta l'applicazione al reo della legge più mite, laddove sia sopraggiunta in corso di processo o anche in corso di esecuzione della pena: la retroattività della lex mitior, però, viene più correttamente ricondotta al principio di irretroattività.